# Ornithoica rabori
Ornithoica rabori är en tvåvingeart som beskrevs av Maa 1966. Ornithoica rabori ingår i släktet Ornithoica och familjen lusflugor. Inga underarter finns listade i Catalogue of Life.